# Rhyparus denieri
Rhyparus denieri  (лат.) — вид жуков из подсемейства афодиин внутри семейства пластинчатоусых. Распространён в Боливии. Длина тела имаго 4,5 мм. Тело жуков удлинённое, параллельностороннее, блестящее. Надкрылья и переднеспинка тёмно-красновато-коричневого цвета. Кили высокие и хорошо видные.